# Rugby à XV à Saint-Marin
Cet article traite du rugby à XV à Saint-Marin.

## Organisation
La Fédération saint-marinaise de rugby à XV qui organise le rugby à Saint-Marin est créée en 2005.

## Équipe nationale
L'équipe de Saint-Marin de rugby à XV rassemble les meilleurs joueurs de rugby à XV de Saint-Marin et représente le pays lors des rencontres internationales.

## Compétitions nationales
Le seul club du pays, le Rugby Club Sanmarino, participe au championnat d'Italie de rugby à XV.